# Municipio de Woolstock
El municipio de Woolstock (en inglés: Woolstock Township) es un municipio ubicado en el condado de Wright en el estado estadounidense de Iowa. En el año 2010 tenía una población de 321 habitantes y una densidad poblacional de 3,41 personas por km².

## Geografía
El municipio de Woolstock se encuentra ubicado en las coordenadas 42°36′30″N 93°48′13″O / 42.60833, -93.80361. Según la Oficina del Censo de los Estados Unidos, el municipio tiene una superficie total de 94.04 km², de la cual 93,96 km² corresponden a tierra firme y (0,09 %) 0,08 km² es agua.

## Demografía
Según el censo de 2010, había 321 personas residiendo en el municipio de Woolstock. La densidad de población era de 3,41 hab./km². De los 321 habitantes, el municipio de Woolstock estaba compuesto por el 98,13 % blancos, el 0,31 % eran afroamericanos, el 0,31 % eran amerindios y el 1,25 % eran de una mezcla de razas. Del total de la población el 0,62 % eran hispanos o latinos de cualquier raza.